# Lista celor mai lungi poduri suspendate din lume
Lista celor mai lungi poduri suspendate din lume clasifică podurile a căror platformă este suspendată de două cabluri principale prin intermediul unor suspensii verticale în funcție de deschiderea lor maximă. Lista cuprinde două secțiuni, prima include podurile suspendate finalizate, aflate în operare, iar cea de-a doua le include pe cele aflate în stadiu de construcție sau proiectare. Pentru ambele secțiuni au fost luate în considerare podurile a căror deschidere maximă depășește lungimea de 1.000 m. Ordinea este descrescătoare, în funcție de valorile deschiderii.
Civilizațiile antice au folosit tehnici simple de suspendare folosind frânghii fabricate din fibre naturale și, mai târziu, lanțuri metalice pentru a susține pasarele care traversau cursuri de apă sau văi adânci. Unele dintre cele mai vechi exemple cunoscute de poduri suspendate se găsesc la civilizațiile amerindiene (incași, mayași, azteci), unde podurile suspendate erau fabricate din ierburi împletite. În Asia, tehnici similare au fost observate cu poduri suspendate din bambus construite de popoarele indigene în locuri precum China și Nepal.
Punctul de cotitură pentru podurile suspendate a avut loc după secolul XVII, odată cu dezvoltarea ingineriei și introducerea fierului ca material de construcție, care a permis deschideri mai mari datorită rezistenței sale superioare în comparație cu lemnul sau frânghia.
De-a lungul timpului, tehnicile inginerești utilizate în construirea podurilor suspendate au evoluat semnificativ, podurile suspendate moderne utilizând mai multe tipuri de cabluri, inclusiv cele multifilare din sârmă de oțel, proiectate pentru a spori performanța sub sarcină, iar calculele de optimizare a formei structurale și studiile aerodinamice contribuie la atenuarea efectelor oscilațiilor induse de fenomenele naturale (vânt, cutremure). De remarcat că primele două cele mai lungi poduri suspendate, cu o deschidere de circa 2 km, Podul Çanakkale 1915 din Turcia și Podul Akashi-Kaikyo din Japonia au fost construite în zone recunoscute pentru activitatea seismică intensă.
Lungimea traveei principale este cea mai comună modalitate de a clasifica podurile și viaductele, deoarece se corelează de obicei cu complexitatea inginerească implicată în proiectare și construcție. Dacă un pod are o deschidere mai mare decât un altul, nu înseamnă neapărat că acel pod este mai lung de la mal la mal față de celălalt.
Podurile suspendate au cele mai lungi deschideri dintre toate tipurile de poduri. Podurile hobanate, următorul model ca lungime, sunt practice pentru deschideri de până la puțin peste 1 kilometru. Podul Russki din Vladivostok, cel mai lung pod hobanat din lume, are o deschidere de 1.104 m. Prin urmare, în 2025, cele mai lungi 34 de poduri din lume erau poduri suspendate.

## Lista podurilor suspendate cu cea mai mare deschidere din lume
| Notă: | Rândurile marcate cu culoare verde deschis reprezintă podurile suspendate care au deținut titlul de „cel mai lung pod suspendat din lume” |

| Imagine | Nume | Deschidere maximă (m) | An   | Locație                                              | Coordonate                                              | Țară          | Note                   |
|         | |                       |      |                                                      |                                                         |               |                        |
| ------- | --- | --------------------- | ---- | ---------------------------------------------------- | ------------------------------------------------------- | ------------- | ---------------------- |
|         | Podul Çanakkale 1915 (în turcă Çanakkale 1915 Köprüsü)                                                                                       | 2.023                 | 2022 | Gelibolu – Lapseki (Dardanele)                       | 40°20′18″N 26°37′58″E / 40.33833°N 26.63278°E           | Turcia        | [ S 1 ] [ 2 ]          |
|         | Podul Akashi-Kaikyo (în japoneză 明石海峡大橋, transliterat: Akashi Kaikyō Ōhashi)                                                           | 1.991                 | 1998 | Kobe – Insula Awaji, Prefectura Hyōgo                | 34°37′1.3″N 135°1′18.9″E / 34.617028°N 135.021917°E     | Japonia       | [ S 2 ] [ 3 ]          |
|         | Podul Wuhan Yangsigang peste fluviul Yangtze (în chineză: 武汉杨泗港长江大桥, transliterat: Wǔhàn yáng sì gǎng chángjiāng dàqiáo)            | 1.700                 | 2019 | Wuhan, Hubei                                         | 30°30′24″N 114°15′24″E / 30.50667°N 114.25667°E         | China         | [ S 3 ] [ 4 ]          |
|         | Podul Nansha (secțiunea estică) (în chineză: 南沙大桥, transliterat: Nánshā dàqiáo)                                                          | 1.688                 | 2019 | Dongguan, Guangdong                                  | 22°53′05.1″N 113°33′56.4″E / 22.884750°N 113.565667°E   | China         | [ S 4 ] [ 5 ]          |
|         | Coridorul Shenzhen-Zhongshan (în chineză: 深中通道, transliterat: Shēn zhòng tōngdào)                                                        | 1.666                 | 2024 | Shenzhen, Guangdong                                  | 22°35′37.6″N 113°46′05.6″E / 22.593778°N 113.768222°E   | China         | [ S 5 ]                |
|         | Podul Xihoumen (în chineză: 西堠門大橋, transliterat: Xī hòu mén dàqiáo)                                                                     | 1.650                 | 2009 | Zhoushan, Zhejiang                                   | 30°3′42.4″N 121°54′57.6″E / 30.061778°N 121.916000°E    | China         | [ S 6 ]                |
|         | Podul Estic al Conexiunii Marii Centuri (în daneză Storebæltsbroerne)                                                                        | 1.624                 | 1998 | Korsør – Sprogø, Zeelanda                            | 55°20′31″N 11°2′9.3″E / 55.34194°N 11.035917°E          | Danemarca     | [ S 7 ]                |
|         | Podul Ningyang peste fluviul Yangtze (în chineză: 宁扬长江大桥, transliterat: Níng yáng chángjiāng dàqiáo)                                   | 1.560                 | 2025 | Nanjing – Yangzhou, Jiangsu                          | 32°14′40″N 119°05′14″E / 32.24444°N 119.08722°E         | China         | [ 6 ]                  |
|         | Podul Osman Gazi (în turcă Osmangazi Köprüsü)                                                                                                | 1.550                 | 2016 | Dilovası, Kocaeli – Altınova, Yalova (Golful İzmit)  | 40°45′15″N 29°30′55″E / 40.75417°N 29.51528°E           | Turcia        | [ S 8 ] [ 7 ]          |
|         | Podul Yi Sun-sin (în coreeană 이순신대교, transliterat: Isunsin daegyo)                                                                      | 1.545                 | 2012 | Gwangyang – Yeosu, Jeolla de Sud                     | 34°54′21.4″N 127°42′18.1″E / 34.905944°N 127.705028°E   | Coreea de Sud | [ S 9 ] [ 8 ]          |
|         | Podul autostrăzii Runyang peste fluviul Yangtze (în chineză: 润扬长江公路大桥, transliterat: Rùn yáng chángjiāng gōnglù dàqiáo)              | 1.490                 | 2005 | Yangzhou – Zhenjiang, Jiangsu                        | 32°12′24.6″N 119°21′49.9″E / 32.206833°N 119.363861°E   | China         | [ S 10 ] [ 9 ]         |
|         | Podul autostrăzii Hangzhou-Ruili peste lacul Dongting (în chineză: 洞庭湖大桥 (杭瑞高速), transliterat: Dòngtíng hú dàqiáo (háng ruì gāosù)) | 1.480                 | 2018 | Yueyang, Hunan                                       | 29°25′29″N 113°07′20″E / 29.42472°N 113.12222°E         | China         | [ S 11 ]               |
|         | Podul Nanjing Qixiashan peste fluviul Yangtze (în chineză: 南京栖霞山长江大桥, transliterat: Nánjīng qīxiá shān chángjiāng dàqiáo)           | 1.418                 | 2012 | Nanjing, Jiangsu                                     | 32°10′39.9″N 118°56′24.5″E / 32.177750°N 118.940139°E   | China         | [ S 12 ]               |
|         | Podul Humber (în engleză Humber Bridge) | 1.410                 | 1981 | Hessle, Yorkshire – Barton-upon-Humber, Lincolnshire | 53°42′28.7″N 0°27′0.3″V / 53.707972°N 0.450083°V        | Regatul Unit  | [ S 13 ] [ 10 ] [ 11 ] |
|         | Podul Yavuz Sultan Selim (în turcă Yavuz Sultan Selim Köprüsü)                                                                               | 1.408                 | 2016 | Istanbul (Bosfor)                                    | 41°12′31″N 29°7′5″E / 41.20861°N 29.11806°E             | Turcia        | [ S 14 ] [ 12 ]        |
|         | Podul Jin'an peste râul Jinsha (în chineză: 金安金沙江大桥, transliterat: Jīn ān jīnshā jiāng dàqiáo)                                        | 1.386                 | 2020 | Lijiang, Yunnan                                      | 26°49′20″N 100°26′30″E / 26.82222°N 100.44167°E         | China         | [ S 15 ] [ 13 ]        |
|         | Podul Jiangyin peste fluviul Yangtze (în chineză: 江阴长江大桥, transliterat: Jiāngyīn chángjiāng dàqiáo)                                    | 1.385                 | 1997 | Jiangyin – Jingjiang, Jiangsu                        | 31°56′43.1″N 120°16′10″E / 31.945306°N 120.26944°E      | China         | [ S 16 ]               |
|         | Podul Tsing Ma (în chineză: 青馬大橋, transliterat: Qīngmǎ dàqiáo)                                                                           | 1.377                 | 1997 | Tsing Yi – Ma Wan, Hong Kong                         | 22°21′4.8″N 114°4′25.6″E / 22.351333°N 114.073778°E     | China         | [ S 17 ]               |
|         | Podul Hardanger (în norvegiană Hardangerbrua)                                                                                                | 1.310                 | 2013 | Ulvik – Eidfjord, Vestland                           | 60°28′42.9″N 6°49′47.2″E / 60.478583°N 6.829778°E       | Norvegia      | [ S 18 ]               |
|         | Podul Verrazzano-Narrows (în engleză Verrazzano-Narrows Bridge)                                                                              | 1.298                 | 1964 | New York City, New York                              | 40°36′23″N 74°2′43.2″V / 40.60639°N 74.045333°V         | Statele Unite | [ S 19 ]               |
|         | Podul Golden Gate (în engleză Golden Gate Bridge)                                                                                            | 1.280                 | 1937 | San Francisco – Marin County, California             | 37°49′9.5″N 122°28′43.9″V / 37.819306°N 122.478861°V    | Statele Unite | [ S 20 ] [ 14 ]        |
|         | Podul Wuhan Yangluo peste fluviul Yangtze (în chineză: 武汉阳逻长江大桥, transliterat: Wǔhàn yáng luó chángjiāng dàqiáo)                     | 1.280                 | 2007 | Wuhan, Hubei                                         | 30°38′12.9″N 114°33′17.8″E / 30.636917°N 114.554944°E   | China         | [ S 21 ]               |
|         | Podul Höga Kusten (în suedeză Högakustenbron)                                                                                                | 1.210                 | 1997 | Härnösand – Kramfors, Ångermanland                   | 62°47′53″N 17°56′15″E / 62.79806°N 17.93750°E           | Suedia        | [ S 22 ]               |
|         | Podul Nansha (secțiunea vestică) (în chineză: 南沙大桥, transliterat: Nánshā dàqiáo)                                                         | 1.200                 | 2019 | Dongguan, Guangdong                                  | 22°52′59.8″N 113°31′08.0″E / 22.883278°N 113.518889°E   | China         | [ S 23 ] [ 5 ]         |
|         | Podul autostrăzii Xigu peste râul Chishui (în chineză: 习古高速赤水河大桥, transliterat: Xí gǔ gāosù chìshuǐ hé dàqiáo)                      | 1.200                 | 2019 | Xishui, Guizhou – Gulin, Sichuan                     |                                                         | China         | [ 15 ] [ 16 ]          |
|         | Podul peste râul Long (în chineză: 龙江大桥, transliterat: Lóng jiāng dàqiáo)                                                                | 1.196                 | 2016 | Wuhexiang, Yunnan                                    | 24°50′19.7″N 98°40′19.9″E / 24.838806°N 98.672194°E     | China         | [ S 24 ] [ 17 ]        |
|         | Podul Aizhai (în chineză: 矮寨大桥, transliterat: Ǎi zhài dàqiáo)                                                                            | 1.176                 | 2012 | Jishou, Hunan                                        | 28°19′54.1″N 109°35′53.2″E / 28.331694°N 109.598111°E   | China         | [ S 25 ]               |
|         | Podul Wujiagang peste fluviul Yangtze (în chineză: 伍家岗长江大桥, transliterat: Wǔjiāgǎng chángjiāng dàqiáo)                                | 1.160                 | 2021 | Yichang, Hubei                                       | 30°37′03″N 111°21′37″E / 30.61750°N 111.36028°E         | China         | [ 18 ] [ 19 ]          |
|         | Podul Mackinac (în engleză Mackinac Bridge)                                                                                                  | 1.158                 | 1957 | Mackinaw City – St. Ignace, Michigan                 | 45°48′56″N 84°43′40.6″V / 45.81556°N 84.727944°V        | Statele Unite | [ S 26 ] [ 20 ]        |
|         | Podul Ulsan (în coreeană 울산대교, transliterat: Ulsan daegyo)                                                                               | 1.150                 | 2015 | Ulsan                                                | 35°30′41″N 129°23′28″E / 35.51139°N 129.39111°E         | Coreea de Sud | [ S 27 ]               |
|         | Poldul Hålogaland (în norvegiană Hålogalandsbrua)                                                                                            | 1.145                 | 2018 | Narvik (Fiordul Rombaken)                            | 68°27′32″N 17°28′56″E / 68.45889°N 17.48222°E           | Norvegia      | [ S 28 ] [ 21 ]        |
|         | Podul autostrăzii Guiweng peste râul Qingshui [în chineză: 清水河大桥 (贵瓮高速), transliterat: Qīngshuǐ hé dàqiáo (guì wèng gāosù)]         | 1.130                 | 2015 | Kaiyang, Guizhou                                     | 27°1′49.5″N 107°11′21.6″E / 27.030417°N 107.189333°E    | China         | [ 22 ]                 |
|         | Podul peste Dunăre de la Brăila | 1.120                 | 2023 | Județul Brăila – Județul Tulcea (Fluviul Dunărea)    | 45°18′52″N 28°00′12″E / 45.31444°N 28.00333°E           | România       | [ S 29 ] [ 23 ]        |
|         | Podul Huangpu (în chineză: 黄埔大桥, transliterat: Huángbù dàqiáo)                                                                           | 1.108                 | 2008 | Guangzhou, Guangdong                                 | 23°4′17.1″N 113°28′33.9″E / 23.071417°N 113.476083°E    | China         | [ S 30 ]               |
|         | Podul Minami Bisan Seto (în japoneză 南備讃瀬戸大橋, transliterat: Minami bisan seto ōhashi)                                                 | 1.100                 | 1989 | Sakaide – Insulele Shiwaku, Kagawa                   | 34°21′50″N 133°49′30.7″E / 34.36389°N 133.825194°E      | Japonia       | [ 24 ]                 |
|         | Podul Xingkang (în chineză: 兴康大桥, transliterat: Xìng kāng dàqiáo)                                                                        | 1.100                 | 2018 | Luding, Sichuan                                      | 29°57′55.4″N 102°12′53.6″E / 29.965389°N 102.214889°E   | China         | [ S 31 ] [ H 1 ]       |
|         | Podul peste lacul Kaizhou (în chineză: 开州湖特大桥, transliterat: Kāi zhōu hú tèdà qiáo)                                                    | 1.100                 | 2021 | Guizhou                                              | 27°11′59″N 107°05′14″E / 27.19972°N 107.08722°E         | China         | [ 25 ]                 |
|         | Podul Longmen (în chineză: 龙门大桥, transliterat: Lóngmén dàqiáo)                                                                           | 1.098                 | 2024 | Qinzhou, Guangxi                                     | 21°45′18″N 108°33′16″E / 21.75500°N 108.55444°E         | China         | [ 26 ]                 |
|         | Podul Wufengshan peste fluviul Yangtze (în chineză: 五峰山长江大桥, transliterat: Wǔ fēngshān chángjiāng dàqiáo)                             | 1.092                 | 2020 | Zhenjiang, Jiangsu                                   | 32°13′36.26″N 119°40′35.4″E / 32.2267389°N 119.676500°E | China         | [ S 32 ] [ 27 ] [ 28 ] |
|         | Podul Fatih Sultan Mehmet (în turcă Fatih Sultan Mehmet Köprüsü)                                                                             | 1.090                 | 1988 | Istanbul (Bosfor)                                    | 41°5′28″N 29°3′40″E / 41.09111°N 29.06111°E             | Turcia        | [ S 33 ]               |
|         | Podul peste râul Baling (în chineză: 坝陵河大桥, transliterat: Bà líng hé dàqiáo)                                                            | 1.088                 | 2009 | Guanling, Guizhou                                    | 25°57′40″N 105°37′46″E / 25.96111°N 105.62944°E         | China         | [ H 2 ] [ S 34 ]       |
|         | Podul Taizhou peste fluviul Yangtze (în chineză: 泰州长江大桥, transliterat: Tàizhōu chángjiāng dàqiáo)                                      | 1.080 (x 2)           | 2012 | Taizhou, Jiangsu                                     | 32°14′47.8″N 119°52′36.1″E / 32.246611°N 119.876694°E   | China         | [ S 35 ] [ 29 ]        |
|         | Podul Ma'anshan peste fluviul Yangtze (în chineză: 马鞍山长江大桥, transliterat: Mǎ'ānshān chángjiāng dàqiáo)                                | 1.080                 | 2013 | Ma'anshan, Anhui                                     | 31°36′36.4″N 118°23′31.4″E / 31.610111°N 118.392056°E   | China         | [ S 36 ] [ H 3 ]       |
|         | Podul peste râul Zangke (în chineză: 牂牁江大桥, transliterat: Zāngkē jiāng dàqiáo)                                                          | 1.080                 | 2025 | Shuicheng – Pu'an, Guizhou                           | 26°10′02″N 105°06′45″E / 26.16722°N 105.11250°E         | China         | [ 30 ] [ H 4 ]         |
|         | Podul Bosfor (în turcă Boğaziçi Köprüsü) | 1.074                 | 1973 | Istanbul (Bosfor)                                    | 41°2′42″N 29°2′2″E / 41.04500°N 29.03389°E              | Turcia        | [ S 37 ]               |
|         | Podul George Washington (în engleză George Washington Bridge)                                                                                | 1.067                 | 1931 | New York City, New York – Fort Lee, New Jersey       | 40°51′6.2″N 73°57′9.8″V / 40.851722°N 73.952722°V       | Statele Unite | [ S 38 ]               |
|         | Podul Fuma peste fluviul Yangtze (în chineză: 驸马长江大桥 , transliterat: Fùmǎ chángjiāng dàqiáo)                                           | 1.050                 | 2017 | Wanzhou, Chongqing                                   | 30°50′04.8″N 108°28′09.4″E / 30.834667°N 108.469278°E   | China         | [ H 5 ] [ 31 ]         |
|         | Podul autostrăzii Qipanzhou peste fluviul Yangtze (în chineză: 棋盘洲长江公路大桥, transliterat: Qípán zhōu chángjiāng gōnglù dàqiáo)        | 1.038                 | 2021 | Huangshi, Hubei                                      | 30°09′9.28″N 115°16′2.27″E / 30.1525778°N 115.2672972°E | China         | [ 32 ]                 |
|         | Al treilea pod Kurushima Kaikyo (în japoneză 来島海峡大橋, transliterat: Kurushimakaikyō ōhashi)                                             | 1.030                 | 1999 | Imabari – Insula Umashima, Prefectura Ehime          | 34°6′54.9″N 132°59′3.6″E / 34.115250°N 132.984333°E     | Japonia       | [ H 6 ] [ 33 ]         |
|         | Al doilea pod Kurushima Kaikyo (în japoneză 来島海峡大橋, transliterat: Kurushimakaikyō ōhashi)                                              | 1.020                 | 1999 | Insula Umashima – Ōshima, Prefectura Ehime           | 34°7′16″N 133°0′0.7″E / 34.12111°N 133.000194°E         | Japonia       | [ H 7 ] [ 33 ]         |
|         | Podul Xintian peste fluviul Yangtze (în chineză: 新田长江大桥, transliterat: Xīn tián chángjiāng dàqiáo)                                     | 1.020                 | 2022 | Wanzhou, Chongqing                                   | 30°42′07″N 108°23′31″E / 30.70194°N 108.39194°E         | China         | [ 34 ]                 |
|         | Podul 25 Aprilie (în portugheză Ponte 25 de Abril)                                                                                           | 1.013                 | 1966 | Lisabona – Almada, Regiunea Lisabona                 | 38°41′23.5″N 9°10′37.8″V / 38.689861°N 9.177167°V       | Portugalia    | [ S 39 ]               |
|         | Podul Forth Road (în engleză Forth Road Bridge)                                                                                              | 1.006,5               | 1964 | South Queensferry – North Queensferry, Fife, Scoția  | 56°0′5.4″N 3°24′15.1″V / 56.001500°N 3.404194°V         | Regatul Unit  | [ S 40 ]               |
|         | Podul Yidu peste fluviul Yangtze (în chineză: 宜都长江大桥, transliterat: Yí dū chángjiāng dàqiáo)                                           | 1.000                 | 2021 | Yidu, Hubei                                          | 30°24′33″N 111°31′00″E / 30.40917°N 111.51667°E         | China         | [ S 41 ] [ 35 ]        |

## Lista podurilor suspendate cu cea mai mare deschidere aflate în construcție
| Nume | Deschidere maximă (m) | An   | Locație                         | Coordonate                                                         | Țară  | Note                   |
| |                       |      |                                 |                                                                    |       |                        |
| --- | --------------------- | ---- | ------------------------------- | ------------------------------------------------------------------ | ----- | ---------------------- |
| Secțiunea peste Canalul de Sud a Podului Zhangjinggao peste fluviul Yangtze (în chineză: 张靖皋长江大桥南航道桥, transliterat: Zhāngjìnggāo chángjiāng dàqiáo nánháng dào qiáo)           | 2.300                 | 2028 | Zhangjiagang, Jiangsu           | 32°1′13″N 120°31′32″E / 32.02028°N 120.52556°E                     | China | [ 36 ] [ 37 ]          |
| Podul Shiziyang (în chineză: 狮子洋大桥, transliterat: Shīzǐ yáng dàqiáo) | 2.180                 | 2028 | Guangzhou – Dongguan, Guangdong | 22°51′3″N 113°33′56″E / 22.85083°N 113.56556°E                     | China | [ S 42 ] [ 38 ]        |
| Podul Yanji peste fluviul Yangtze (în chineză: 燕矶长江大桥, transliterat: Yàn jī chángjiāng dàqiáo)                                                                                      | 1.860                 | 2025 | Huanggang – Ezhou, Hubei        | 30°24′21″N 114°59′22″E / 30.40583°N 114.98944°E                    | China | [ 39 ]                 |
| Podul Shuangyumen (în chineză: 双屿门特大桥, transliterat: Shuāng yǔ mén tèdà qiáo) | 1.768                 | 2027 | Zhoushan, Zhejiang              | 29°44′29″N 122°02′50.23″E / 29.74139°N 122.0472861°E               | China | [ S 43 ] [ 40 ]        |
| Podul rutier Nanjing-Xianxin peste fluviul Yangtze (în chineză: 南京仙新路过江通道, transliterat: Nánjīng xiān xīn lùguò jiāng tōngdào)                                                   | 1.760                 | 2025 | Nanjing, Jiangsu                | 32°10′55″N 118°53′46″E / 32.18194°N 118.89611°E                    | China | [ 41 ]                 |
| Podul peste lacul Lugu (în chineză: 泸沽湖特大桥, transliterat: Lúgū hú tèdà qiáo) | 1.680                 | 2027 | Liangshan, Sichuan              |                                                                    | China | [ 42 ] [ H 8 ]         |
| Podul Xiaowan peste râul Lancang (în chineză: 小湾澜沧江特大桥, transliterat: Xiǎo wān láncāngjiāng tèdà qiáo)                                                                            | 1.575                 |      | Fengqing, Yunnan                |                                                                    | China | [ 43 ]                 |
| Podul Dadong peste râul Jinsha (în chineză: 大东金沙江特大桥, transliterat: Dà dōng jīnshā jiāng tèdà qiáo)                                                                               | 1.520                 | 2026 | Lijiang, Yunnan                 | 23°15′22″N 102°50′06″E / 23.25611°N 102.83500°E                    | China | [ 44 ]                 |
| Podul rutier și feroviar Xihoumen (în chineză: 西堠门公铁两用大桥, transliterat: Xī hòu mén gōng tiě liǎng yòng dàqiáo)                                                                   | 1.488                 | 2026 | Zhoushan, Zhejiang              | 30°4′49.83″N 121°54′12.04″E / 30.0805083°N 121.9033444°E           | China | [ 45 ]                 |
| Podul Shuangliu peste fluviul Yangtze (în chineză: 双柳长江大桥, transliterat: Shuāngliǔ chángjiāng dàqiáo)                                                                               | 1.430                 | 2026 | Wuhan – Ezhou, Hubei            | 30°36′28″N 114°44′59″E / 30.60778°N 114.74972°E                    | China | [ 46 ]                 |
| Podul Canionului Huajiang (în chineză: 花江峡谷大桥, transliterat: Huājiāng xiágǔ dàqiáo)                                                                                                 | 1.420                 | 2025 | Guanling – Zhenfeng, Guizhou    |                                                                    | China | [ S 44 ] [ 47 ]        |
| Podul Yongchang peste râul Lancang (în chineză: 永昌澜沧江大桥, transliterat: Yǒngchāng láncāngjiāng dàqiáo)                                                                              | 1.416                 |      | Changning, Yunnan               |                                                                    | China | [ 48 ]                 |
| Podul Dahe (în chineză: 大河特大桥, transliterat: Dàhé tèdà qiáo) | 1.250                 | 2027 | Liupanshui, Guizhou             | 26°39′51″N 104°50′5″E / 26.66417°N 104.83472°E                     | China | [ 49 ] [ H 9 ]         |
| Podul Fuxing al autostrăzii Jianglong peste fluviul Yangtze (în chineză: 江龙高速复兴长江大桥, transliterat: Jiāng lóng gāosù fùxīng chángjiāng dàqiáo)                                   | 1.208                 | 2025 | Yunyang, Chongqing              |                                                                    | China | [ 50 ]                 |
| Podul Canalului de Nord al Podului Zhangjiagang-Jingjiang-Rugao peste fluviul Yangtze (în chineză: 张靖皋长江大桥北航道桥, transliterat: Zhāngjìnggāo chángjiāng dàqiáo běiháng dào qiáo) | 1.208                 | 2028 | Jingjiang, Jiangsu              | 32°3′11″N 120°32′54″E / 32.05306°N 120.54833°E                     | China | [ 36 ]                 |
| Podul peste râul Yalong (în chineză: 雅砻江特大桥, transliterat: Yǎ lóng jiāng tèdà qiáo)                                                                                                 | 1.200                 | 2028 | Liangshan, Sichuan              | 27°42′29″N 102°00′14″E / 27.707971595852566°N 102.00379078187973°E | China | [ H 10 ]               |
| Podul Wudongde peste râul Jinsha (în chineză: 乌东德金沙江特大桥, transliterat: Wū dōng dé jīnshā jiāng tèdà qiáo)                                                                        | 1.180                 | 2026 | Liangshan, Sichuan              | 26°21′58″N 102°34′05″E / 26.366091272051598°N 102.56800692786118°E | China | [ H 11 ]               |
| Podul Chacao (în spaniolă Puente de Chacao) | 1.155                 | 2028 | Calbuco – Insula Chiloé         | 41°47′38″S 73°31′15″V / 41.79389°S 73.52083°V                      | Chile | [ S 45 ] [ 51 ] [ 52 ] |
| Podul rutier și feroviar Libu peste fluviul Yangtze (în chineză: 李埠长江公铁大桥, transliterat: Lǐ bù chángjiāng gōng tiě dàqiáo)                                                        | 1.120                 | 2027 | Jingzhou, Hubei                 | 30°17′13″N 112°04′42″E / 30.28694°N 112.07833°E                    | China | [ 53 ]                 |
| Podul rutier și feroviar Xingyi peste fluviul Yangtze (în chineză: 兴义长江公铁大桥, transliterat: Xìng yì chángjiāng gōng tiě dàqiáo)                                                    | 1.120                 | 2028 | Fengdu, Chongqing               |                                                                    | China | [ 54 ]                 |
| Podul Chuandian peste râul Jinsha (în chineză: 川滇金沙江特大桥, transliterat: Chuān diān jīnshā jiāng tèdà qiáo)                                                                         | 1.060                 | 2025 | Yunnan – Sichuan                |                                                                    | China | [ 55 ]                 |
| Podul peste râul Dadu de pe calea ferată Sichuan-Tibet (în chineză: 川藏铁路大渡河特大桥, transliterat: Chuān zàng tiělù dà dùhé tèdà qiáo)                                               | 1.060                 | 2030 | Luding, Sichuan                 |                                                                    | China | [ 56 ]                 |
| Podul peste râul Nu de pe calea ferată Sichuan-Tibet (în chineză: 川藏铁路怒江特大桥, transliterat: Chuān zàng tiělù nùjiāng tèdà qiáo)                                                   | 1.040                 | 2030 | Changdu, Xizang                 |                                                                    | China | [ 56 ]                 |
| Podul Kahaluo peste râul Jinsha (în chineză: 卡哈洛金沙江特大桥, transliterat: Kǎ hā luò jīnshā jiāng tèdà qiáo)                                                                          | 1.030                 | 2025 | Yunnan – Sichuan                |                                                                    | China | [ 57 ]                 |

## Cronologia podurilor suspendate cu cea mai mare deschidere din lume
| Perioadă     | Imagine | Nume | Locație                                                                           | Țară                    | Deschidere maximă (m) | Observații |
|              |         | |                                                                                   |                         |                       | |
| ------------ | ------- | --- | --------------------------------------------------------------------------------- | ----------------------- | --------------------- | --- |
| 600 – 1430   |         | Podul mayaș din Yaxchilan (în spaniolă Puente Maya en Yaxchilán)                                          | Yaxchilan                                                                         | Mexic                   | 63                    | Pasarelă suspendată simplă din frânghie de cânepă |
| 1430 – 1820  |         | Podul de Fier (în tibetană ཆུ་ཤུལ་ལྕགས་ཟམ, transliterat: Chu shul lcags zam)                                 | Tibet                                                                             | China                   | 137                   | Pod suspendat cu lanțuri la sud de Lhasa, utilizat până la începutul sec XX, când cursul râului s-a schimbat, inundând capătul nordic. Dinamitat de chinezi după ocuparea regiunii Chamdo în 1950. |
| 1820 – 1826  |         | Podul Union Chain (în engleză Union Chain Bridge)                                                         | Scoția – Anglia                                                                   | Regatul Unit            | 137                   | Cel mai vechi pod suspendat din lume încă în uz |
| 1826 – 1834  |         | Podul suspendat Menai (în engleză Menai Suspension Bridge)                                                | Insula Anglesey – Țara Galilor                                                    | Regatul Unit            | 176                   | Pod încă în uz, pe Drumul Londra-Holyhead |
| 1834 – 1849  |         | Marele pod suspendat (Zähringer) (în franceză Grand pont suspendu, în germană Alte Zähringer Hängebrücke) | Fribourg                                                                          | Elveția                 | 271                   | Vechiul pod a fost înlocuit de podul Zähringer (pod format dintr-o serie de arcade) în anii 1920                                                                                                   |
| 1849 – 1866  |         | Podul suspendat Wheeling (în engleză Wheeling Suspension Bridge)                                          | Virginia de Vest                                                                  | Statele Unite           | 308                   | Cel mai vechi pod suspendat rutier din Statele Unite până la interzicerea traficului în 2019 |
| 1851 – 1866  |         | Podul Lewiston–Queenston (1851-1864) (în engleză Queenston-Lewiston Bridge (1851-1864))                   | Lewiston, New York – Niagara-on-the-Lake, Ontario                                 | Statele Unite/ · Canada | 317                   | Distrus de vânt în 1864, design neobișnuit deoarece cablurile erau atașate de turnuri scunde situate pe stânci, lungimea drumului (258 m) fiind mai scurtă decât deschiderea podului               |
| 1866 – 1869  |         | Podul suspendat John A. Roebling (în engleză John A. Roebling Suspension Bridge)                          | Covington, Kentucky – Cincinnati, Ohio                                            | Statele Unite           | 322                   | pod rutier și pietonal reabilitat în 2021, Kentucky Route 17 |
| 1869 – 1883  |         | Podul Niagara Clifton (1869-1899) (în engleză Niagara Clifton Bridge (1869-1899))                         | Niagara Falls, New York – Clifton Hill, Ontario                                   | Statele Unite/ · Canada | 384                   | Pod rutier distrus de furtună în 1899 |
| 1883 – 1903  |         | Podul Brooklyn (în engleză Brooklyn Bridge)                                                               | Manhattan – Brooklyn, New York City                                               | Statele Unite           | 486                   | Pod pietonal, rutier și de transport rapid urban |
| 1903 – 1924  |         | Podul Williamsburg (în engleză Williamsburg Bridge)                                                       | Lower East Side, Manhattan – Williamsburg, Brooklyn, New York City                | Statele Unite           | 488                   | Pod pietonal, rutier și de metrou |
| 1924 – 1926  |         | Podul Bear Mountain (în engleză Bear Mountain Bridge)                                                     | Bear Mountain State Park, Orange County – Cortlandt, Westchester County, New York | Statele Unite           | 497                   | Primul pod suspendat cu platformă de beton |
| 1926 – 1929  |         | Podul Benjamin Franklin (în engleză Benjamin Franklin Bridge)                                             | Philadelphia, Pennsylvania – Camden, New Jersey                                   | Statele Unite           | 533                   | Pod pietonal, de transport rapid urban și rutier, Interstate 676, U.S. Route 30, PATCO Speedline                                                                                                   |
| 1929 – 1931  |         | Podul Ambassador (în engleză Ambassador Bridge)                                                           | Detroit, Michigan – Windsor, Ontario                                              | Statele Unite/ · Canada | 564                   | De la construirea acestui pod, recordul pentru cea mai lungă deschidere a unui pod a fost deținut doar de poduri suspendate                                                                        |
| 1931 – 1937  |         | Podul George Washington (în engleză George Washington Bridge)                                             | Washington Heights, Manhattan, New York – Fort Lee, Bergen County, New Jersey     | Statele Unite           | 1.067                 | Primul pod suspendat cu o deschidere{ mai lungă de 1 km, aproape dublu față de recordul anterior                                                                                                   |
| 1937 – 1964  |         | Podul Golden Gate (în engleză Golden Gate Bridge)                                                         | Peninsula San Francisco – Marin County, California                                | Statele Unite           | 1.280                 | Pod pietonal și rutier, U.S. Route 101, California State Route 1, U.S. Bicycle Route 95 |
| 1964 – 1981  |         | Podul Verrazzano-Narrows (în engleză Verrazzano-Narrows Bridge)                                           | Staten Island – Brooklyn, New York City                                           | Statele Unite           | 1.298                 | Pod rutier, Interstate 278 |
| 1981 – 1998  |         | Podul Humber (în engleză Humber Bridge)                                                                   | East Riding of Yorkshire – North Lincolnshire, Yorkshire and the Humber           | Regatul Unit            | 1.410                 | Pod rutier și pietonal, Drumul principal A15 |
| 1998–2022    |         | Podul Akashi-Kaikyo (în japoneză 明石海峡大橋, transliterat: Akashi Kaikyō Ōhashi)                        | Kobe – Insula Awaji, Prefectura Hyōgo                                             | Japonia                 | 1.991                 | Pod rutier, Drumul expres Kobe-Awaji-Naruto |
| 2022–prezent |         | Podul Çanakkale 1915 (în turcă Çanakkale 1915 Köprüsü)                                                    | Gelibolu – Lapseki (Dardanele)                                                    | Turcia                  | 2.023                 | Pod rutier, Autostrada 6, primul pod suspendat cu o deschidere mai lungă de 2 km |

## Notă explicativă
1. 1 2 3 4  În inginerie, deschiderea (în engleză span, în franceză portée, în spaniolă luz, în germană spannweite) reprezintă distanța dintre două suporturi structurale adiacente (de exemplu, doi piloni) ale unui element structural (de exemplu, o grindă). Spațiul se măsoară în direcție orizontală fie între fețele suporturilor (deschidere liberă), fie între centrele suprafețelor de reazem (deschidere efectivă)
O travee este porțiunea dintr-o construcție (edificiu, pod, viaduct etc.) care cuprinde două puncte de reazem (stâlpi, coloane, grinzi, pile etc.) și deschiderea dintre ele